# Petar Smajić
Petar Smajić (Donji Dolac kraj Splita, 25. siječnja 1910. – Ernestinovo, 20. kolovoza 1985.), hrvatski kipar naive.
Kao dječak počeo je rezbariti uporabne drvene predmete (žlice, gusle). 1932. dr. Slaven Vidović mu priređuje prvu izložbu i postaje njegov mecena. U drvu je oblikovao, čistim i jasnim oblicima, teme iz svakodnevnog života, biblijske prizore i simbolične kompozicije. Opus mu se može podijeliti na dalmatinsko i slavonsko razdoblje (1941. odselio u Slavoniju). 
Pred drugi svjetski rat, je sudjelovao kao gost na izložbama grupe Zemlja. 
Jedan je od osnivača kolonije kipara naivaca u Ernestinovu. Samostalno je izlagao u Osijeku, Splitu i Zagrebu.

## Vanjske poveznice
- Životopis  Arhivirana inačica izvorne stranice od 25. kolovoza 2018. (Wayback Machine)